# 俄罗斯联邦功勋通信信息业工作者
俄罗斯联邦功勋通信信息业工作者（俄语：Заслуженный работник связи и информации Российской Федерации），是俄罗斯联邦授予通信信息业工作者的一个荣誉称号。

## 历史
“俄罗斯联邦功勋通信信息业工作者”称号由2018年7月19日俄罗斯联邦总统令第437号设立。

## 授予对象
“俄罗斯联邦功勋通信信息业工作者”荣誉称号将授予建立杰出功绩的通信信息业从业者，具体包括以下几个方面：
- 应用高性能数字通信技术设备开发、完善现代通信工具；
- 发展俄传媒及通信事业；
- 在传媒及通信领域开发具有重大社会意义并获得社会和专业领域广泛认可的项目；
- 开发、应用新型高效通信技术和新一代通信方式；
- 促使他国民众客观公正看待俄罗斯等。

申请获得该荣誉称号还有两个先决条件：申请者须从业不少于20年，并且荣获过俄联邦国家权力机关或俄联邦主体（州、边疆区等）权力机关授予的专业奖项。申请者须由俄相关行业协会推荐，并由俄总统下属的国家奖励委员会审核。

## 胸章样式
胸章为椭圆形设计。长轴为40毫米，宽轴为30毫米。正上方刻有俄羅斯聯邦國徽，中央刻有“功勋通信信息业工作者”字样。
胸章应佩戴在胸部的右侧。